# 타이토 L 시스템
타이토 L 시스템은 1988년 타이토가 만든 아케이드 게임 기판이다.

## 사양
- CPU : 1개 또는 2개의 Z80  3.33~6MHz
- 사운드 CPU : Z80 (모든 게임에서 사용한 것은 아님)
- 사운드 칩 : YM2203
- 해상도 : 320*224, 256 색
- 컨트롤러 : 8방향 2버튼

## 게임
- 공리금단 (功里金団) (1988)
- 레이메이스 (Raimais) (1988)
- 아메리칸 호스슈즈 (American Horseshoes) (1990)
- 에빌 스톤 (EVIL STONE) (1990)
- 챔피언 레스링 (Champion Wrestler) (1989)
- 카챠트(Cachat) / Tube-It (1993)
- 큐비 밥 (Cuby Bop) (1990)
- 파라메데스 (Palamedes) (1990)
- 파이팅 호크 (Fighting Hawk) (1988)
- 퍼즈닉 (Puzznic) (1989)
- 플레이걸즈 (Playgirls) (1992)
- 플레이걸즈 2 (Playgirls 2) (1993)
- 플로팅 (Plotting) / Flipull (1989)